# The Down Low
The Down Low es el undécimo episodio de la sexta temporada de la serie de televisión estadounidense House M. D.. Fue estrenado el 11 de enero de 2010 en Estados Unidos, el 23 de febrero de 2010 en España y el 25 de febrero de 2010 en México.
House se debe encargar del narcotraficante Mikey, que se desmayó después de oír un disparo. Mikey complica las tareas del equipo al no brindar información y al querer irse inmediatamente del hospital para un trato con el "Pez gordo" de la mafia. Luego, House descubre que Mikey era en realidad un policía. Al Final, Mikey muere.
Diagnóstico: Síndrome de Hughes-Stovin.
- Datos: Q5242646